# 六ヶ所再処理工場
座標: 北緯40度57分45秒 東経141度19分35秒 / 北緯40.962579度 東経141.326473度

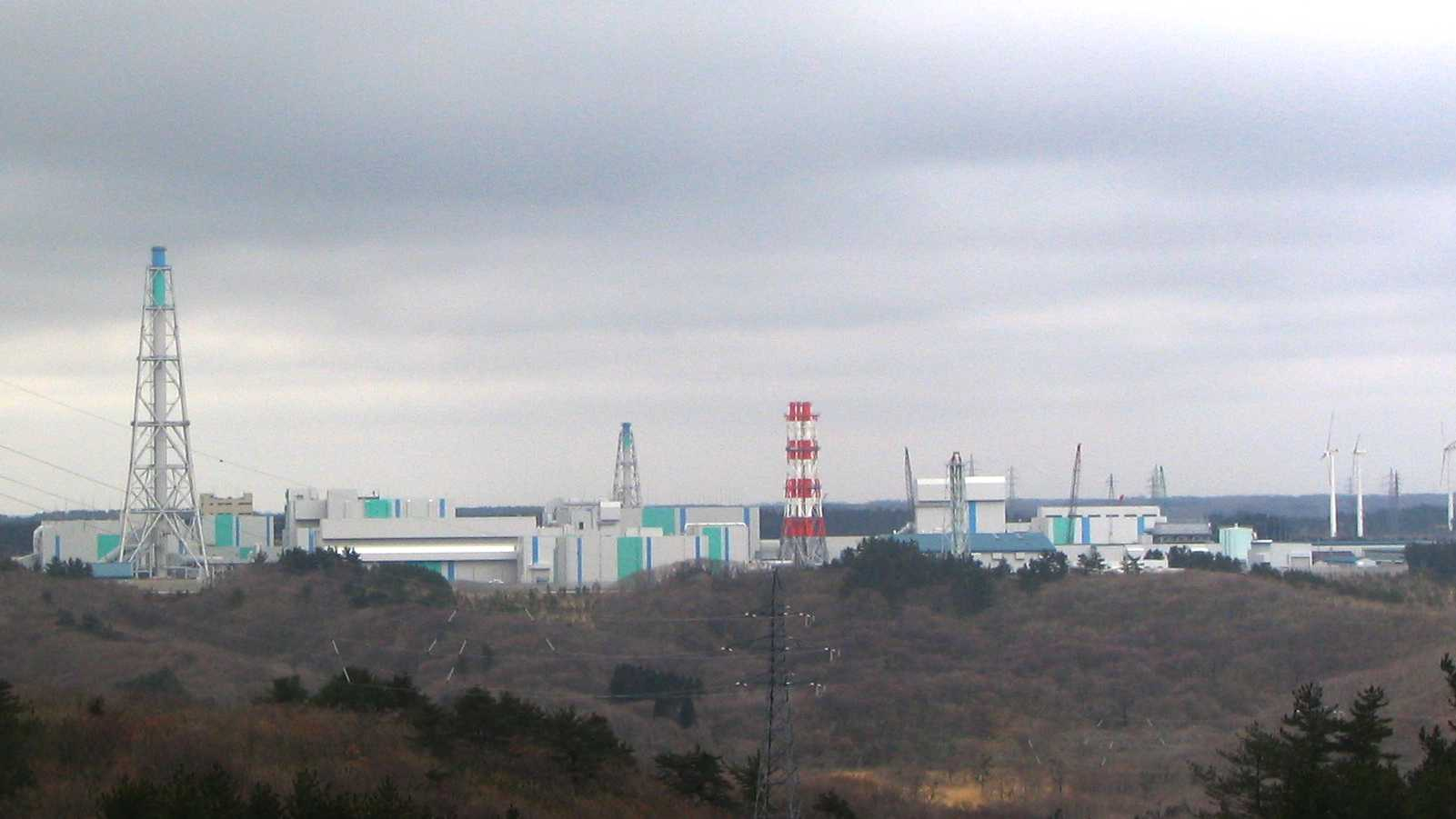
六ヶ所再処理工場の全景

六ヶ所再処理工場（ろっかしょさいしょりこうじょう）は、日本原燃が所有する核燃料の再処理工場。

## 概要
日本の原子力発電所で使用され終わった使用済み核燃料を集め、その中から核燃料のウランとプルトニウムを取り出す再処理工場である。青森県上北郡六ヶ所村弥栄平地区に建設が進められている。予定されている最大処理能力はウラン800t/年、使用済燃料貯蔵容量はウラン3000t。2006年より実際に使用済み核燃料を使ったアクティブ試験を行っている。
茨城県東海村に日本原子力研究開発機構が所有する再処理工場（東海研究開発センター核燃料サイクル工学研究所・最大処理能力：ウラン210トン/年）を置換する施設とされ、青森県六ヶ所村の敷地内にはウラン濃縮工場、六ヶ所低レベル放射性廃棄物埋設センター、六ヶ所高レベル放射性廃棄物貯蔵管理センターが併設して建設されている。今後 MOX燃料工場の建設も予定されており、核燃料サイクルのための核燃料コンビナートを形成する。
ラ・アーグ再処理工場での実機訓練など、核燃料サイクル事業で先行するフランスから技術協力を受けている。また国際原子力機関の査察を受けている。

### 度重なる竣工の延期
1997年竣工予定で1993年に着工したが、様々なトラブルが相次ぎ竣工は26回延期している。2015年11月16日には竣工時期を、2018年度（平成30年度）上期に変更することが発表された。しかし、2017年10月11日、建屋に雨水が流入するトラブルなどについて点検せずに点検日誌に「異常なし」と記載していた問題が判明し、日本原燃の工藤健二社長は2017年9月29日の定例会見で、2018年度上期完成目標について「厳しい」とし、今後の見通しも「言及できる段階にない」と述べた。さらに原子力規制委員会は虚偽記載を保安規定違反に当たると認定し、施設稼働の前提となる安全審査を一旦、休止することを決めた。
これら延期とあわせて、建設費用も当初発表されていた7600億円だったものが、2011年2月で2兆1,930億円、2017年7月で約2兆9,500億円と膨れ上がっている。
2020年7月29日、新規制基準に適合しているとして、原子力規制委員会から変更許可が発出された。
2021年6月25日、日本原燃の六ケ所再処理工場の総事業費が、約5千億円増えて約14兆4千億円に膨らむことがわかった。新規制基準への対応や工場の完成の遅れが影響した。
2024年8月23日、日本原燃は、「2024年度上期のできるだけ早期」としてきた完成時期を延期すると県と村に伝えた。延期は27回目で、約2年半延期して2026年度中の完成をめざす方向で調整している。同じく建設中のMOX燃料工場についても8回目となる完成の延期を伝え、時期は「今年度上期」から約3年半後の2027年度中の方向で調整している。2024年8月29日、日本原燃は使用済み核燃料再処理工場の完成時期を約2年半延期し、2026年度末にすると発表した。延期は27回目。

### MOX燃料工場
2020年12月9日、日本原燃MOX燃料工場について、原子力規制委員会は安全対策の基本方針が新規制基準に適合すると認める審査書を正式決定した。
2020年12月16日、日本原燃はMOX燃料工場の完成時期について、2年延期して2024年度上期とすると発表した。
2022年9月28日、日本原燃のMOX燃料工場の建設工事が約7年ぶりに本格的に再開しており、報道陣に公開された。

## 運営
2006年3月31日に日本原燃は六ヶ所村に隣接する三沢市など合計5市町村とアクティブ試験についての安全協定を締結した。同日中に開始されたアクティブ試験（試運転）では、17ヶ月をかけて本物の使用済核燃料からプルトニウムを抽出し、施設の安全性および環境へ放出される放射性物質の量を確認する。430トンを処理して4トン前後のプルトニウムを抽出する予定であった。
| 時期           | 記事                                                   |
| -------------- | ------------------------------------------------------ |
| 1989年3月30日  | 事業指定申請書                                         |
| 1993年4月28日  | 着工                                                   |
| 2001年4月20日  | 通水試験開始                                           |
| 2002年11月1日  | 化学試験開始                                           |
| 2004年12月21日 | ウラン試験開始                                         |
| 2006年3月31日  | アクティブ試験開始                                     |
| 2009年1月30日  | アクティブ試験終了予定を2009年2月から2009年8月に変更   |
| 2009年8月31日  | アクティブ試験終了予定を2009年8月から2010年10月に変更  |
| 2010年9月2日   | 2010年10月完成予定を最大で2年延期することが判明        |
| 2012年         | アクティブ試験終了予定を2013年10月に変更、その後未定に |
| 2013年1月29日  | 断層検査の実施を発表                                   |
| 2013年12月17日 | 計画上の完成時期を2014年10月に延期                     |
| 2014年10月30日 | 計画上の完成時期を2016年3月に延期                      |
| 2015年11月16日 | 計画上の完成時期を2018年度上期に延期                   |

## 放出される放射性物質
国に提出されている再処理事業指定申請書には、放射性廃棄物の環境への推定年間放出量が記載されている。この値にもとづいて周辺住民などの年間実効線量当量が推算されている。また、保安規定として、同じ量を放出管理目標値に設定している。
| 放射性元素名                         | 推定年間放出量 ベクレル/年 | 半減期     | 生物濃縮 |
| ------------------------------------ | -------------------------- | ---------- | -------- |
| クリプトン85（Kr-85）                | 33京                       | 10.7年     | 無し     |
| トリチウム（H-3）                    | 1900兆                     | 12.3年     | 無し     |
| 炭素14（C-14）                       | 52兆                       | 5730年     | 無し     |
| ヨウ素129（I-129）                   | 110億                      | 約1570万年 | 有り     |
| ヨウ素131（I-131）                   | 170億                      | 8日        | 考慮不要 |
| ルテニウム106（Ru-106）              | 410億                      | 374日      |          |
| ロジウム106（Rh-106）                | 410億                      | 29秒       |          |
| セシウム137（Cs-137）                | 11億                       | 30年       |          |
| バリウム137m（Ba-137m）              | 10億                       | 2.55分     |          |
| ストロンチウム90 （Sr-90）           | 7.6億                      | 28.8年     |          |
| イットリウム90（Y-90）               | 7.6億                      | 2.7日      |          |
| プルトニウム240（Pu-240）（α線核種） | 2.9億                      | 6500年     |          |
| その他の核種（α線核種）              | 4000万                     |            |          |
| その他の核種（非α線核種）            | 94億                       |            |          |

| 放射性元素名                       | 推定年間放出量 ベクレル/年 | 半減期   | 生物濃縮 |
| ---------------------------------- | -------------------------- | -------- | -------- |
| トリチウム (H-3)                   | 1京8千兆                   | 12.3年   | 無し     |
| ヨウ素129 (I-129)                  | 430億                      | 1570万年 | 有り     |
| ヨウ素131 (I-131)                  | 1700億                     | 8日      | 考慮不要 |
| ルテニウム106 (Ru-106)             | 240億                      | 374日    |          |
| ロジウム106 (Rh-106)               | 240億                      | 29秒     |          |
| プルトニウム241 (Pu-241)           | 800億                      | 14.29年  |          |
| セシウム137 (Cs-137)               | 160億                      | 30年     |          |
| バリウム137m (Ba-137m)             | 160億                      | 2.55分   |          |
| ストロンチウム90 (Sr-90)           | 120億                      | 28.8年   |          |
| イットリウム90 (Y-90)              | 120億                      | 2.7日    |          |
| セシウム134 (Cs-134)               | 82億                       | 2年      |          |
| セリウム144 (Ce-144)               | 49億                       | 285日    |          |
| プラセオジム144 (Pr-144)           | 49億                       | 17分     |          |
| コバルト60 (Co-60)                 | 41億                       | 5.3年    |          |
| ユウロピウム154 (Eu-154)           | 14億                       | 8.6年    |          |
| プルトニウム240 (Pu-240) (α線核種) | 30億                       | 6500年   |          |
| キュリウム244 (Cm-244) (α線核種)   | 3.9億                      | 18年     |          |
| アメリシウム241 (Am-241) (α線核種) | 1.4億                      | 432年    |          |
| その他の核種 (α線核種)             | 4億                        |          |          |
| その他の核種 (非α線核種)           | 320億                      |          |          |

国や原燃は、これらの多くは大気や海水によって希釈されるので人体に影響が出るレベルの線量にはならないとの立場を取っている。一方、本施設に反対する立場の人々は、被曝量による説明を受け入れていない。また殆どの放射性物質は生物濃縮されないが、ヨウ素129のみ海藻に蓄積される為、まず三陸沖の海藻が放射性物質によって汚染され、食用にならないのではないかと考える者も居る。

本格稼働した場合に、この再処理工場から空と海に放出される放射能は1日分で原発1年分になるという主張もある。原燃は、自社の計算を前提に周辺住民の一人あたりの年間被曝量は国の規準を大幅に下回るので問題無いと主張するが、その計算や国の基準自体の信頼性を疑う者もいる。
実際の放出量は、事業者である日本原燃のホームページでみることができる。
2006年4月〜2009年3月に再処理された使用済み核燃料および放出された放射性物質の量は以下の通りである。
| 核燃料  | 2006年度 （トンU） | 2007年度 （トンU） | 2008年度 （トンU） | 合計 （トンU） |
| ------- | ------------------ | ------------------ | ------------------ | -------------- |
| PWR燃料 | 81                 | 125                | 0                  | 206            |
| BWR燃料 | 60                 | 56                 | 103                | 219            |
| 合計    | 141                | 181                | 103                | 425            |

| 放射性元素名             | 2006年度 (ベクレル) | 2007年度 (ベクレル) | 2008年度 (ベクレル) | 合計 (ベクレル) |
| ------------------------ | ------------------- | ------------------- | ------------------- | --------------- |
| クリプトン85 (Kr-85)     | 1.7京               | 4.6京               | 1.8京               | 8.1京           |
| トリチウム (H-3)         | 6.0兆               | 9.8兆               | 3.7兆               | 19.5兆          |
| 炭素14 (C-14)            | 0.9兆               | 2.1兆               | 1.4兆               | 4.4兆           |
| ヨウ素129 (I-129)        | 2.2億               | 3.3億               | 2.0億               | 7.5億           |
| ヨウ素131 (I-131)        | 0.0032億            | 0.11億              | 0.058億             | 0.17億          |
| その他の核種 (α線核種)   | ND                  | ND                  | ND                  | ND              |
| その他の核種 (非α線核種) | ND                  | ND                  | 26万                | 26万            |

| 放射性元素名             | 2006年度 (ベクレル) | 2007年度 (ベクレル) | 2008年度 (ベクレル) | 合計 (ベクレル) |
| ------------------------ | ------------------- | ------------------- | ------------------- | --------------- |
| トリチウム (H-3)         | 0.049京             | 0.13京              | 0.036京             | 0.22京          |
| ヨウ素129 (I-129)        | 0.94億              | 2.4億               | 2.1億               | 5.4億           |
| ヨウ素131 (I-131)        | 0.020億             | 0.046億             | 0.49億              | 0.56億          |
| その他の核種 (α線核種)   | ND                  | ND                  | ND                  | ND              |
| その他の核種 (非α線核種) | ND                  | ND                  | ND                  | ND              |

## 環境への影響
青森県と事業者である日本原燃は、環境への放射線等の影響をモニタリング調査して、四半期ごとに評価して公表をしている。
青森県は、六ヶ所再処理工場の稼働に伴う環境モニタリングへの影響を次表のように見積もっている。
| 試料の種類           | 核種                   | 単位            | 施設寄与分 (増分)の予測値 | これまでの測定値 （自然放射能） |
| -------------------- | ---------------------- | --------------- | ------------------------- | ------------------------------- |
| 積算線量             |                        | µGy/91日 mSv/年 | 2 0.006                   | 74～125 0.146～0.245            |
| 大気 （気体状β核種） | クリプトン85換算 Kr-85 | kBq/m3 mSv/年   | ND(<2) －                 | ND(<2) －                       |
| 大気 （水蒸気状）    | トリチウム H-3         | mBq/m3 mSv/年   | 1000 0.0002               | ND(<40) NE(<0.00005)            |
| 精米                 | 炭素14 C-14            | Bq/kg生 mSv/年  | 90 0.006                  | 87～110 0.0059～0.0068          |
| 葉菜                 | 炭素14 C-14            | Bq/kg生 mSv/年  | 5 0.0004                  | －                              |
| 根菜・いも類         | 炭素14 C-14            | Bq/kg生 mSv/年  | 20 0.0009                 | －                              |
| 海水                 | トリチウム H-3         | Bq/ℓ mSv/年     | 300 －                    | ND(<2) －                       |
| 海水                 | プルトニウム Pu        | Bq/ℓ mSv/年     | 0.05 －                   | ND(<0.02) －                    |
| 海藻                 | プルトニウム Pu        | Bq/kg生 mSv/年  | 0.02 0.00007              | ND(<0.002)～0.007 NE(<0.00005)  |
| 魚類                 | トリチウム H-3         | Bq/kg生 mSv/年  | 300 0.0004                | ND(<2) NE(<0.00005)             |
| 魚類                 | プルトニウム Pu        | Bq/kg生 mSv/年  | 0.005 0.00009             | ND(<0.002) NE(<0.00005)         |

## 事故・故障
- 2006年2月20日：低レベル廃棄物処理建屋内で、放射性物質を含む低レベル濃縮廃液約68リットルが漏れたと発表した。当該箇所は通常では人の立ち入りがない場所であるため、作業員の被曝はなかった[33]。
- 2006年5月18日：精製建屋内で、プルトニウム洗浄器セルに供給する硝酸ウラナス溶液（U4+の硝酸溶液）約7リットルが漏洩していたと発表した[34]。
- 2006年5月25日：分析建屋にて作業を行っていた作業員1名が、微量の放射性物質を体内に摂取していたことを発表した[35]。
- 2006年6月9日：「再処理工場分析建屋における微量の放射性物質の体内への取り込みについて（調査結果と今後の対応）」という文書で、当該作業員の預託実効線量は0.014mSvであったと発表した[36]。
- 2006年6月24日：分析建屋にて作業をしていた作業員1名が内部被曝の可能性があると発表した[37]。
- 2006年7月3日：2006年6月24日に発表された、分析建屋作業員の内部被曝に関する調査結果を発表した[38]。この調査結果によると、作業員から放射性物質は検出されず、作業員の内部被曝は無かった。
- 2007年1月22日：低レベル廃棄物処理建屋内で放射性物質を含む洗浄水約20リットル（推定）が漏れたと発表した。ウランやプルトニウムは検出されず、作業員の被曝はなかった[39]。
- 2007年3月12日：ウラン・プルトニウム混合脱硝建屋内で、ウラン・プルトニウムの硝酸溶液を乾燥させるための皿に、誤って2バッチ分の溶液を供給したと発表した[40]。
- 2007年10月11日：前処理建屋内に設置されている、エンドピース（使用済み燃料の剪断片）を洗浄する装置の部品が変形していることを発表した[41]。
- 2007年10月23日：前処理建屋内に設置されている、エンドピース洗浄装置の部品変形に関する調査結果を発表した[42]。
- 2008年1月4日：前処理建屋内に設置されている、使用済燃料の剪断機から作動油約750リットルが漏れたと発表した。なお、漏洩箇所は使用済燃料を剪断しているセル内ではなく、漏洩した作動油に放射性物質は含まれていなかった[43][44]。
- 2009年9月:原子力委員会「再処理施設安全調査プロジェクト」の会合で、廃液漏洩などの不祥事が続発していることが明らかになった[45]。
- 2010年8月2日：使用済み核燃料再処理工場の建屋で、高レベル放射性廃液が、廃液濃縮缶内から、缶内の温度計保護管内に漏れたと発表した。男性作業員の両手とあごに微量の放射性物質が付着したが、男性の健康や環境への影響はないという。7月30日、作業員5人が温度計を交換作業で抜き出したところ、温度計を置いたビニールシート上に基準値の約18倍となる放射性物質の付着が確認された。温度計保護管に欠陥があり、廃液が管内に漏えいしたとみられる。
- 2011年3月11日：東北地方太平洋沖地震により外部電源を喪失、非常用ディーゼル発電機2機で冷却水循環ポンプ等に給電したが、14日23時40分、ディーゼル発電機1機に不具合を生じたため停止して外部電源を使用、2時33分に給電が復旧した。残る1機も外部電源に切り替えた[46]。また13日には使用済み核燃料の貯蔵プールの水約600リットルが溢れていたことなどが報じられた[47]。